# الشيخ مونس
الشيخ مُوَنِّس هي قرية فلسطينية مهجـّرة. تقع على بعد 9 كيلومتر شمال مدينة يافا وعلى بعد كيلومترين ونصف عن شاطئ البحر الأبيض المتوسط قريبة من نهر العوجا.

## أصل الاسم
لا يعرف إلى من أو إلى متى يعود اسم القرية «الشيخ مونس». يعتقد أن القرية أعطيت هذا الاسم نسبة إلى شيخ كان اسمه «مونّس» أقيمت القرية قرب قبره. جاء ذكر اسم القرية لأول مرة باسمها القديم «الظـَّهر» في خارطة تعود إلى عام 1799 م رسمها المهندس الفرنسي «جكوتين» الذي خدم في الجيش الفرنسي خلال الحملة الفرنسية على المنطقة. ويقال أيضاً أن مجموعة من البدو سكنوا خيامهم قرب نهر العوجا لاحظوا نوعاً من النور أو الوَهَج على أحد الأشجار بجانب ضفة النهر، وأصرّوا الحفر تحت الشجرة عند انقشاع الظلام في اليوم التالي، وعثروا أثناء الحفر على ضريح قبر كُتِب عليه أنس بن مؤنس حامل بيرق رسول صلى الله عليه وسلم في أحد الغزوات مما دعاهم إلى تسمية المكان الشيخ مؤنس. ومع مرور الوقت تحورت الكلمة باللهجة العامية لتصبح الشيخ مونس.

## مساحتها
ملك أهل القرية حوالي 17000 دونم منها 14000 دونم استغلت للزراعة وخاصة الحمضيات. أما بيوت القرية فاستغلت مساحة 41 دونماً عشية النكبة الفلسطينية.

## سكانها
عاش في الشيخ مونس حسب إحصائيات صندوق استكشاف فلسطين عام 1879 حوالي 315 نسمة، فيما ارتفع إلى 644 نسمة عام 1922. وواصل اعدد السكان الارتفاع حيث وصل العام 1931 إلى 1154. أما عام 1945 م فكان عدد سكانها حوالي 1930 شخصاً من العرب، حتى بلغ عددعم عشية النكبة 2160 نسمة.
كان فيها قبل النكبة مدرستان، الأولى زراعية للبنين تم بناؤها عام 1932 على مساحة 36 دونماً للتطبيق الزراعي وتربية الدواجن وكان فيها بئر ماء وكان عدد طلابها عام 1942 232 طالباً.
أما المدرسة الثانية فكانت مدرسة للبنات وأسست عام 1943 م ودرس فيها حينها 65 طالبة.

## موارد الرزق
بالإضافة إلى الزراعة، اعتاش سكان الشيخ مونس من جباية ضريبة المرور ممن يعبر نهر العوجا من على جسر جريشة. في النصف الأول من القرن التاسع عشر، وخلال حكم إبراهيم باشا، ازدهرت القرية وتطورت. فقد جاء الحاكم المصري بالأيدي العاملة من مصر للعمل والسكن في يافا وضواحيها. قسم منهم سكن وعمل في أراضي الشيخ مونّس. وصل البريطانيون عام 1917 إلى مشارف القرية وذلك بعد أن هزموا - في هجوم ليلي مباغت - الجيش التركي الذي كان مرابطاً في القرية لحراسة الضفة الشمالية لنهر العوجا.

## أثناء الاحتلال البريطاني
كان الاحتلال البريطاني بمثابة عهد جديد للقرية، فقد تم تسجيل الأراضي الزراعية باسم أصحابها ومنحت تراخيص البناء وأدخلت أساليب ري حديثة وشدد الأمن على الطرقات. ولكن من جهة أخرى كانت الحياة في ظل جو من التوتر بسبب وعد بلفور وازدياد الهجرة اليهودية إلى فلسطين.
قامت مجموعة من يهود كندا، عام 1912 م بتأسيس جمعية هدفها امتلاك أراض في فلسطين. في أيار من عام 1913، كادت الجمعية تنجز صفقة شراء 6000 دونم من أراضي القرية، إلاّ أنّ اندلاع الحرب العالمية الأولى أفشل هذه الصفقة. بعد الحرب العالمية، ظهرت على الساحة شركتان جديدتان هما شركة «تسيوني أمريكا» (صهيونيو أمريكا) و«هقيرن هقييمت ليسرائل» (الصندوق القائم لإسرائيل). كلتاهما تنافستا على امتلاك أراض من أهالي القرية. في سنة 1924 نجحت شركة تسيوني أمريكا من شراء 8000 دونم من الأرض الرملية في منطقة إجليل شمالي القرية. خلال سنوات العشرين من القرن الماضي جرت مفاوضات بين شيخ من عائلة بيدس ويهوشوع حنكين من شركة «هخشرات هييشوب» (تأهيل المستعمرة). في الفترة التي بين 1936 – 1939 قامت عائلة طايبر بشراء أراض في رمال الشاطيء الغربي من القرية. حتى نهاية الحرب العالمية الأولى كان يتم نقل قسط كبير من المحصول الزراعي في القرية إلى ميناء يافا، عبر جسر على النهر كان يسمى «الهدار». وفي فترة الانتداب بنى البريطانيون مكانه جسر على براميل، وفي عام 1952 استبدل بأول جسر اسمنتي في فلسطين، الذي أقامته كتيبة العمل الطلائعية لربط تل أبيب بهرتسيليا.
يوم 30 آذار 1948 أتمّت القوات الصهيونية احتلالها لقرية الشيخ مونـّس بعد أن أجبروا سكانها الذين بلغ عددهم في عام النكبة حوالي 2250 شخصاً على مغادرة قريتهم. وذلك رغم اتفاق مسبق بين أهالي القرية وبين القيادة الصهيونية على عدم اعتداء متبادل. ورغم موافقة الطرف الفلسطيني على إخلاء قرية الجماسين مقابل بقاء قرية الشيخ مونـّس على حالها. تم تطويق القرية من كل الجهات ما عدا الجهة الشمالية التي أصبحت درب النزوح الوحيد لأهالي القرية، فلجأ الناس إلى المناطق التي كانت تحت سلطة المملكة الأردنية. هكذا وجدت معظم العائلات ملجاً مؤقتاً في منطقة المثلث الجنوبي وطولكرم ونابلس. من هناك توزعوا مرة أخرى إلى أماكن مختلفة في العالم العربي. بقي منهم عدد قليل جداً داخل الخط الأخضر يسكنون في مدينة اللد.

## طرد السكان
قامت الحركة الصهيونية بطرد سكان هذه القرية نهائياً في 30 آذار 1948، بالرغم من الاتفاق الموقع بين أهالي القرية وقوات ليحي، وقد بدأت الخلافات بين الطرفين بعد أن أقدم مسلحون من قرية مجاورة على عملية سطو مسلح على مقهى في الشيخ مونس وقتل مرتاديه العرب واليهود لأسباب جنائية (وليست قومية) إذ كان العرب يعيشون في هذه القرية مع اليهود بسلام. لكن الحركة الصهيونية استغلت هذه الحادثة لتعلن الحرب على قرية الشيخ مونس وتقوم بحصار القرية اقتصادياً إلى جانب تحريض اليهود ضد سكانها، حتى ضاقت الأرض بأصحابها، ودفعتهم إلى الهجرة منها. ولم تكتفي بذلك بل قامت ببث الشائعات في القرية بشأن وجود نوايا لديها لمهاجمة القرية، سعياً إلى تشجيع العرب على الهرب والرحيل. وقد قالت هذه الشائعات بأن هناك محاربين أجانب تسللوا إلى القرية وأن أسلحة كثيرة قد تم تهريبها إلى داخلها، بل تحدثت الأنباء أيضاً عن ضباط ألمان مسلحين فيها.
مع هجرة السكان سارع أعضاء ليحي إلى الاستيلاء على الأبنية المركزية، فأقاموا فيها قاعدتهم الرئيسية وأطلقوا عليها اسم رمات يائير. بعد ذلك توسعت جامعة تل أبيب على أراضي الشيخ مونس وهدم ما تبقى من بيوت فيها ومكان مقبرتها أنشئت سكنات طلاب الجامعة.